# Ressurection
Resurrection – dziesiąty album studyjny brytyjskiego zespołu metalowego Venom wydany 25 kwietnia 2000 roku. Jest to ostatni album z udziałem oryginalnego gitarzysty zespołu Mantasa.

## Twórcy
- Conrad Lant – wokal, gitara basowa
- Jeffrey Dunn – gitara
- Anthony Lant – perkusja

## Lista utworów
1. "Resurrection" – 3:03
2. "Vengeance" – 3:51
3. "War Against Christ" – 4:24
4. "All There Is Fear" – 4:43
5. "Pain" – 4:02
6. "Pandemonium" – 4:31
7. "Loaded" – 2:44
8. "Firelight" – 4:55
9. "Black Flame (of Satan)" – 4:33
10. "Control Freak" – 3:03
11. "Disbeliever" – 3:40
12. "Man Myth & Magic" – 3:49
13. "Thirteen" – 3:38
14. "Leviathan" – 4:30